# China Telecommunications Broadcast Satellite Corporation
A China Telecommunications Broadcast Satellite Corporation (Chinasat) sediada em Pequim, China era até recentemente uma unidade do Ministério de Correios e Telecomunicações da China "(MPT). A empresa operou uma frota de satélites de telecomunicações conhecidos como a série Chinasat.